# Röstjärnet (Örs socken, Dalsland)
Röstjärnet är en sjö i Melleruds kommun i Dalsland och ingår i Göta älvs huvudavrinningsområde.